# Athletic Club 1979-1980
Questa voce raccoglie le informazioni riguardanti l'Athletic Club nelle competizioni ufficiali della stagione 1979-1980.

## Stagione
Come da politica societaria la squadra è composta interamente da giocatori nati in una delle sette province di Euskal Herria o cresciuti calcisticamente nel vivaio di società basche.
In Primera División la squadra giunge settima.
In Coppa del Re dopo aver eliminato l'Eibar al primo turno (doppia vittoria 2-5 e 5-1), il Getxo al secondo turno (doppia vittoria 0-5 e 7-1), il Mungia al terzo (doppia vittoria 0-5 e 8-0), il Siviglia al quarto (sconfitta 2-1 e vittoria 2-0) ed il Palencia al quinto turno (doppia vittoria 1-2 e 2-0), negli ottavi di finale l'Athletic viene eliminato dal Real M. Castilla (0-0 e 1-2).

## Rosa
| N. |                   | Ruolo | Calciatore          |
| -- | ----------------- | ----- | ------------------- |
|    | Spagna (bandiera) | P     | Peio Agirreoa       |
|    | Spagna (bandiera) | P     | José Ángel Iribar   |
|    | Spagna (bandiera) | P     | Juan Antonio Zaldua |
|    | Spagna (bandiera) | P     | Carlos Meléndez     |
|    | Spagna (bandiera) | D     | Andoni Goikoetxea   |
|    | Spagna (bandiera) | D     | Javier Escalza      |
|    | Spagna (bandiera) | D     | José María Núñez    |
|    | Spagna (bandiera) | D     | Teodoro Rastrojo    |
|    | Spagna (bandiera) | D     | Santiago Urquiaga   |
|    | Spagna (bandiera) | D     | José Ramón Gallego  |
|    | Spagna (bandiera) | D     | Agustín Gisasola    |
|    | Spagna (bandiera) | D     | José Ramón Alexanko |

| N. |                   | Ruolo | Calciatore            |
| -- | ----------------- | ----- | --------------------- |
|    | Spagna (bandiera) | C     | Miguel de Andrés      |
|    | Spagna (bandiera) | C     | Ángel María Villar    |
|    | Spagna (bandiera) | C     | Javier Irureta        |
|    | Spagna (bandiera) | C     | Fernando Tirapu       |
|    | Spagna (bandiera) | A     | Estanislao Argote     |
|    | Spagna (bandiera) | A     | Dani                  |
|    | Spagna (bandiera) | A     | Manuel Sarabia        |
|    | Spagna (bandiera) | A     | José Ignacio Churruca |
|    | Spagna (bandiera) | A     | Txetxu Rojo           |
|    | Spagna (bandiera) | A     | José María Bengoetxea |
|    | Spagna (bandiera) | A     | Carlos Ruiz Herrero   |
|    | Spagna (bandiera) | A     | José María Noriega    |

## Risultati

### Coppa del Re
| Eibar 12 settembre 1979 Primo turno - andata                                                                 | Eibar     | 2 – 5 referto                                       | Athletic Bilbao | Stadio municipale di Ipurúa |
| \| \| \| \| \| Etxabe 22’ Alducin 45’ \| Marcatori \| 8’ Goikoetxea 28’ Irureta 48’, 65’ Dani 62’ Sarabia \| |           |                                                     |                 |                             |
| |           |                                                     |                 |                             |
| Etxabe 22’ Alducin 45’                                                                                       | Marcatori | 8’ Goikoetxea 28’ Irureta 48’, 65’ Dani 62’ Sarabia |                 |                             |

| Bilbao 31 ottobre 1979 Primo turno - ritorno                                                    | Athletic Bilbao | 5 – 1 referto | Eibar | Stadio san Mamés |
| \| \| \| \| \| Carlos 8’, 9’ Bengoetxea 18’ Sarabia 34’ Dani 51’ \| Marcatori \| 20’ Cardoso \| |                 |               |       |                  |
|                                                                                                 |                 |               |       |                  |
| Carlos 8’, 9’ Bengoetxea 18’ Sarabia 34’ Dani 51’                                               | Marcatori       | 20’ Cardoso   |       |                  |

| Getxo 8 dicembre 1979 Secondo turno - andata                                     | Getxo     | 0 – 5 referto                                  | Athletic Bilbao | Estadio Fadura |
| \| \| \| \| \| \| Marcatori \| 34’ Rojo (I) 40’, 48’ Argote 70’, 89’ Churruca \| |           |                                                |                 |                |
|                                                                                  |           |                                                |                 |                |
|                                                                                  | Marcatori | 34’ Rojo (I) 40’, 48’ Argote 70’, 89’ Churruca |                 |                |

| Bilbao 12 dicembre 1979 Secondo turno - ritorno                                                                           | Athletic Bilbao | 7 – 1 referto | Getxo | Stadio san Mamés |
| \| \| \| \| \| Escalza 1’ Dani 10’ Tirapu 20’ Carlos 28’, 35’ Sarabia 57’ Goikoetxea 75’ \| Marcatori \| 40’ Lequerica \| |                 |               |       |                  |
| |                 |               |       |                  |
| Escalza 1’ Dani 10’ Tirapu 20’ Carlos 28’, 35’ Sarabia 57’ Goikoetxea 75’                                                 | Marcatori       | 40’ Lequerica |       |                  |

| Mungia 9 gennaio 1980 Terzo turno - andata                                 | CD Mungia | 0 – 5 referto                            | Athletic Bilbao | Stadio José Luis Costa |
| \| \| \| \| \| \| Marcatori \| 28’, 85’ Dani 34’, 87’ Carlos 62’ Argote \| |           |                                          |                 |                        |
|                                                                            |           |                                          |                 |                        |
|                                                                            | Marcatori | 28’, 85’ Dani 34’, 87’ Carlos 62’ Argote |                 |                        |

| Bilbao 16 gennaio 1980 Terzo turno - ritorno                                                            | Athletic Bilbao | 8 – 0 referto | CD Mungia | Stadio san Mamés |
| \| \| \| \| \| Carlos 8’, 73’ Sarabia 9’, 30’, 35’, 39’ Dani 51’ (rig.) Urquiaga 63’ \| Marcatori \| \| |                 |               |           |                  |
| |                 |               |           |                  |
| Carlos 8’, 73’ Sarabia 9’, 30’, 35’, 39’ Dani 51’ (rig.) Urquiaga 63’                                   | Marcatori       |               |           |                  |

| Siviglia 30 gennaio 1980 Quarto turno - andata                            | Siviglia  | 2 – 1 referto | Athletic Bilbao | Stadio Ramón Sánchez-Pizjuán |
| \| \| \| \| \| Scotta 44’ Juan Carlos 60’ \| Marcatori \| 56’ Rojo (I) \| |           |               |                 |                              |
|                                                                           |           |               |                 |                              |
| Scotta 44’ Juan Carlos 60’                                                | Marcatori | 56’ Rojo (I)  |                 |                              |

| Bilbao 6 febbraio 1980 Quarto turno - ritorno   | Athletic Bilbao | 2 – 0 referto | Siviglia | Stadio san Mamés |
| \| \| \| \| \| Dani 25’, 29’ \| Marcatori \| \| |                 |               |          |                  |
|                                                 |                 |               |          |                  |
| Dani 25’, 29’                                   | Marcatori       |               |          |                  |

| Palencia 14 febbraio 1980 Quinto turno - andata                                | Palencia  | 1 – 2 referto              | Athletic Bilbao | La Balastera |
| \| \| \| \| \| Óscar Ferrero 54’ \| Marcatori \| 18’ Goikoetxea 90’ Sarabia \| |           |                            |                 |              |
|                                                                                |           |                            |                 |              |
| Óscar Ferrero 54’                                                              | Marcatori | 18’ Goikoetxea 90’ Sarabia |                 |              |

| Bilbao 20 febbraio 1980 Quinto turno - ritorno            | Athletic Bilbao | 2 – 0 referto | Palencia | Stadio san Mamés |
| \| \| \| \| \| Urquiaga 7’ Sarabia 88’ \| Marcatori \| \| |                 |               |          |                  |
|                                                           |                 |               |          |                  |
| Urquiaga 7’ Sarabia 88’                                   | Marcatori       |               |          |                  |

| Madrid 27 febbraio 1980 Ottavi di finale - andata | Real M. Castilla | 0 – 0 referto | Athletic Bilbao | Stadio Santiago Bernabéu |

| Bilbao 12 marzo 1980 Ottavi di finale - ritorno                  | Athletic Bilbao | 1 – 2 referto   | Real M. Castilla | Stadio san Mamés |
| \| \| \| \| \| Goikoetxea 89’ \| Marcatori \| 56’, 80’ Pineda \| |                 |                 |                  |                  |
|                                                                  |                 |                 |                  |                  |
| Goikoetxea 89’                                                   | Marcatori       | 56’, 80’ Pineda |                  |                  |

## Statistiche

### Statistiche dei giocatori
| Giocatore       | Primera División | Primera División | Primera División | Primera División | Coppa del Re | Coppa del Re | Coppa del Re | Coppa del Re | Totale   | Totale | Totale      | Totale     |
| Giocatore       | Presenze         | Reti             | Ammonizioni      | Espulsioni       | Presenze     | Reti         | Ammonizioni  | Espulsioni   | Presenze | Reti   | Ammonizioni | Espulsioni |
| --------------- | ---------------- | ---------------- | ---------------- | ---------------- | ------------ | ------------ | ------------ | ------------ | -------- | ------ | ----------- | ---------- |
| P. Agirreoa     | 25               | -29              | 0                | 0                | 9            | -6           | 0            | 0            | 34       | -35    | 0           | 0          |
| J.R. Alexanko   | 22               | 5                | 2                | 0                | 5            | 0            | 0            | 0            | 27       | 5      | 2           | 0          |
| E. Argote       | 33               | 5                | 0                | 0                | 12           | 3            | 0            | 0            | 45       | 8      | 0           | 0          |
| J.M. Bengoetxea | 6                | 0                | 0                | 0                | 4            | 1            | 0            | 0            | 10       | 1      | 0           | 0          |
| Carlos          | 23               | 12               | 1                | 0                | 11           | 8            | 0            | 0            | 34       | 20     | 1           | 0          |
| J.I. Churruca   | 7                | 1                | 0                | 0                | 7            | 2            | 0            | 0            | 14       | 3      | 0           | 0          |
| Dani            | 32               | 21               | 6                | 0                | 11           | 9            | 1            | 0            | 43       | 30     | 7           | 0          |
| M. De Andrés    | 28               | 0                | 5                | 0                | 5            | 0            | 1            | 0            | 33       | 0      | 6           | 0          |
| J. Escalza      | 5                | 0                | 0                | 0                | 6            | 1            | 0            | 0            | 11       | 1      | 0           | 0          |
| J.M. Gallego    | 7                | 0                | 0                | 0                | 0            | 0            | 0            | 0            | 7        | 0      | 0           | 0          |
| A. Gisasola     | 24               | 0                | 4                | 0                | 11           | 0            | 0            | 0            | 35       | 0      | 4           | 0          |
| A. Goikoetxea   | 30               | 3                | 6                | 1                | 12           | 4            | 1            | 0            | 42       | 7      | 7           | 1          |
| J.A. Iribar     | 9                | -15              | 0                | 0                | 2            | -3           | 0            | 0            | 11       | -18    | 0           | 0          |
| J.A. Irureta    | 6                | 0                | 0                | 0                | 1            | 1            | 0            | 0            | 7        | 1      | 0           | 0          |
| C. Meléndez     | 0                | -0               | 0                | 0                | 1            | -0           | 0            | 0            | 1        | -0     | 0           | 0          |
| J.M. Noriega    | 4                | 0                | 0                | 0                | 0            | 0            | 0            | 0            | 4        | 0      | 0           | 0          |
| J.M. Núñez      | 10               | 0                | 1                | 0                | 7            | 0            | 0            | 0            | 17       | 0      | 1           | 0          |
| T. Rastrojo     | 8                | 0                | 0                | 0                | 0            | 0            | 0            | 0            | 8        | 0      | 0           | 0          |
| T. Rojo (I)     | 32               | 0                | 1                | 0                | 11           | 2            | 1            | 0            | 43       | 2      | 2           | 0          |
| M. Sarabia      | 23               | 3                | 2                | 0                | 10           | 9            | 0            | 0            | 33       | 12     | 2           | 0          |
| F. Tirapu       | 25               | 1                | 0                | 0                | 11           | 1            | 0            | 0            | 36       | 2      | 0           | 0          |
| S. Urquiaga     | 34               | 0                | 0                | 0                | 9            | 2            | 0            | 0            | 43       | 2      | 0           | 0          |
| A.M. Villar     | 32               | 0                | 2                | 0                | 7            | 0            | 0            | 0            | 39       | 0      | 2           | 0          |
| J.A. Zaldua     | 0                | -0               | 0                | 0                | 0            | -0           | 0            | 0            | 0        | -0     | 0           | 0          |